# Stéphane Henchoz
Stéphane Henchoz   (Billens, 7 de setembre de 1974) és un exfutbolista suís de la dècada de 1990.
Fou 72 cops internacional amb la selecció suïssa.
Pel que fa a clubs, defensà els colors de Hamburger SV, Blackburn Rovers FC, Liverpool FC, Celtic FC i Wigan Athletic FC.

## Palmarès
Liverpool
- FA Cup: 2000-01
- League Cup: 2000-01, 2002-03
- FA Charity Shield: 2001
- Copa de la UEFA: 2000-01
- Supercopa d'Europa de futbol: 2001

Celtic
- Scottish Cup: 2004-05